# میگوئل آلفارلا
میگوئل آلفارلا (انگلیسی: Migouel Alfarela؛ زادهٔ ۱۵ فوریهٔ ۱۹۹۷) بازیکن فوتبال اهل فرانسه است.